# Britisch-Niederländischer Vertrag von 1814

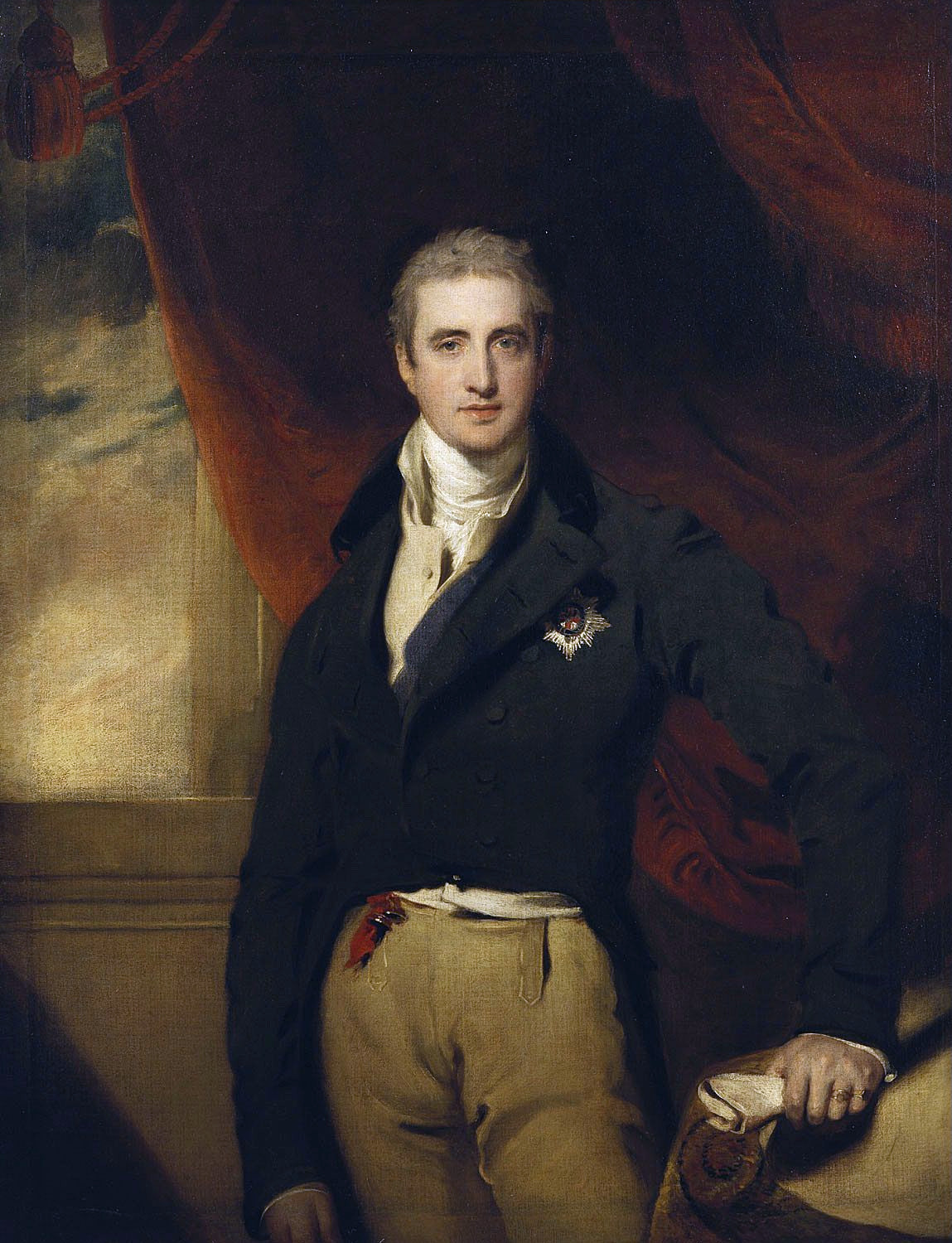
Porträt des britischen Unterzeichners, Robert Stewart

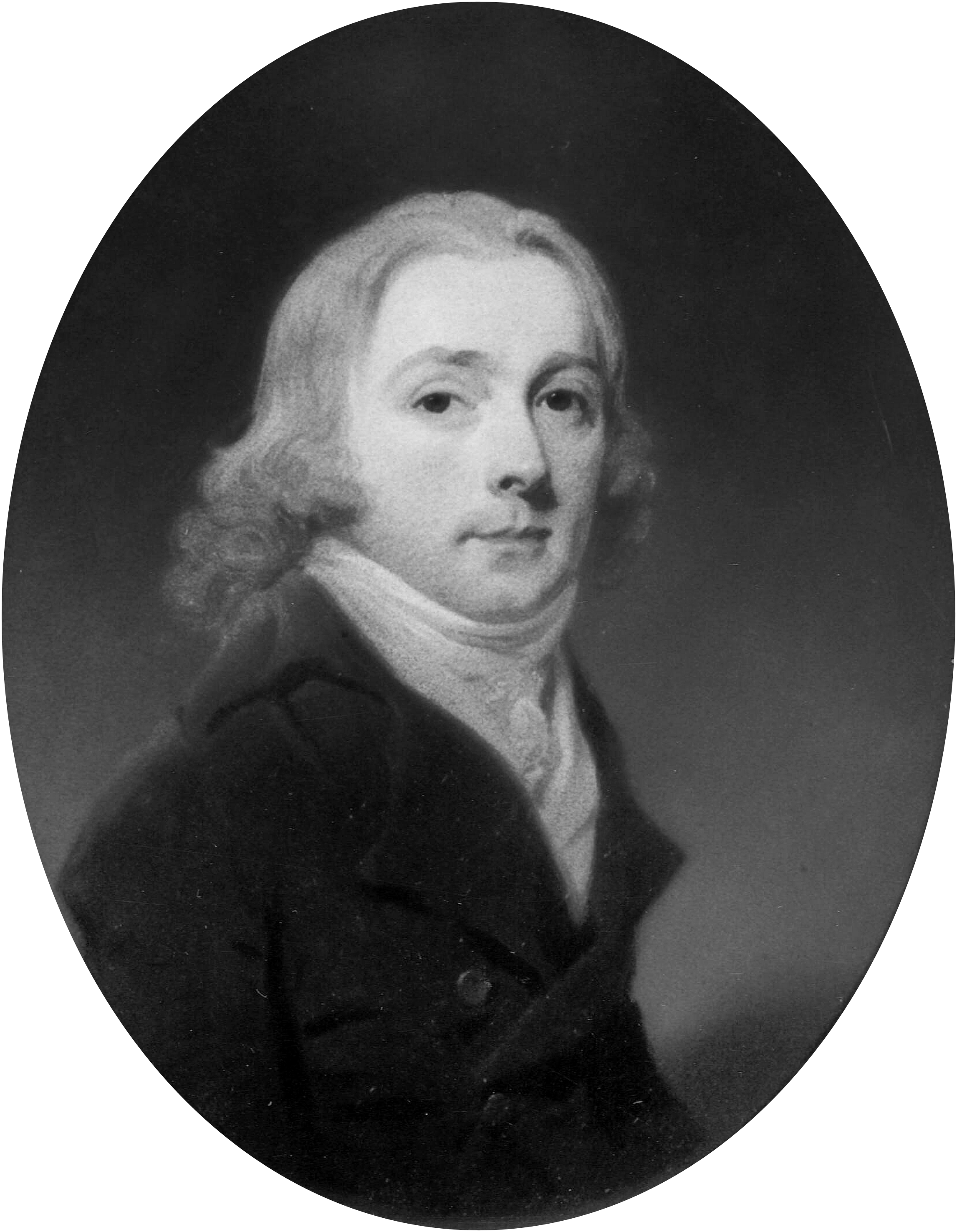
Der Unterzeichner für die Niederlande, Hendrik Baron Fagel

Der Britisch-Niederländische Vertrag von 1814 (auch Londoner Konvention) war ein Vertrag zwischen Großbritannien und den Vereinigten Niederlanden zur Klärung niederländischer Besitzungen in Amerika, Afrika und Asien. Der Vertrag wurde am 13. August 1814 in London von Robert Stewart, Viscount Castlereagh für Großbritannien und Hendrik Fagel für die Niederlande unterzeichnet.

## Bedingungen
Durch den Vertrag wurde der koloniale Besitz der Niederlande wiederhergestellt, wie er am 1. Januar 1803 gewesen war, bevor die Napoleonischen Kriege die Briten zur Wegnahme dieses Besitzes veranlassten. Ausnahmen bildeten das Land am Kap der Guten Hoffnung und die südamerikanischen Besitzungen Demerara, Essequibo und Berbice, wo die Niederlande jedoch Handelsrechte zurückerhielten. Zudem gab Großbritannien die Insel Banca im Malaiischen Archipel gegen die Ortschaft Cochin und deren abhängige Gebiete an der Küste Malabars in Indien ab. Die Niederländer wiederum verzichteten auf den Distrikt Bernagore nahe Kalkutta und erhielten zum Ausgleich eine jährliche Zahlung durch die Briten. Auch enthielt der Vertrag eine Erklärung darüber, dass kein niederländischer Bürger mehr am Sklavenhandel beteiligt sein durfte.
Großbritannien ging weiter darauf ein, Schweden die Summe von 1.000.000 Pfund Sterling zu zahlen, um den Anspruch auf die Karibikinsel Guadeloupe zu erhalten. Ferner kamen beide Parteien darüber ein, dass jede Seite 2.000.000 Pfund für den Ausbau der Festungswerke in den Niederlanden aufwenden würde.

## Auswirkungen
Der Vertrag von 1814 ließ eine Reihe von Fragen offen, die erst mit dem  Folgevertrag von 1824 geklärt werden konnten.